# Virginia Slims of Philadelphia 1992
Virginia Slims of Philadelphia 1992 — жіночий тенісний турнір, що проходив на закритих кортах з килимовим покриттям Філадельфійського громадського центру у Філадельфії (штат Пенсільванія, США). Належав до турнірів 2-ї категорії в рамках Туру WTA 1992. Турнір відбувся вдесяте і тривав з 9 до 15 листопада 1992 року. Перша сіяна Штеффі Граф здобула титул в одиночному розряді й отримала 70 тис. доларів США.

## Фінальна частина

### Одиночний розряд
Штеффі Граф —  Аранча Санчес Вікаріо 6–3, 3–6, 6–1
- Для Граф це був 8-й титул в одиночному розряді за сезон і 69-й — за кар'єру.

### Парний розряд
Джиджі Фернандес /  Наташа Звєрєва —  Кончіта Мартінес /  Марі П'єрс 6–1, 6–3